# Hieracium opeatodontum
Hieracium opeatodontum es una especie de planta con flor del género Hieracium, de la familia Asteraceae, orden Asterales.

## Distribución
Hieracium opeatodontum se distribuye por Suecia.

## Taxonomía
Fue descrita científicamente por (Stenstr.) Dahlst.